# Aakenustunturi
Aakenustunturi – góra w Laponii w północnej Finlandii o wysokości 570 m n.p.m., położona niedaleko góry Ylläs w dystrykcie Kittilä, w Laponii.
W grudniu 2004 góra została wcielona do Parku Narodowego Pallas-Yllästunturi.
24 lutego 1943 na stoku góry rozbił się zestrzelony Junkers Ju 52 należący do Luftwaffe.